# Pelve renal
Pelve renal (ou bacinete) é a porção proximal do ureter no rim que é dilatada em forma de funil.
É o ponto de convergência de dois ou três cálices principais. Cada papila renal é cercada por um ramo da pelve renal chamada cálice.
A principal função da pelve renal é atuar como um funil para a urina fluir para o ureter.

## Imagens adicionais

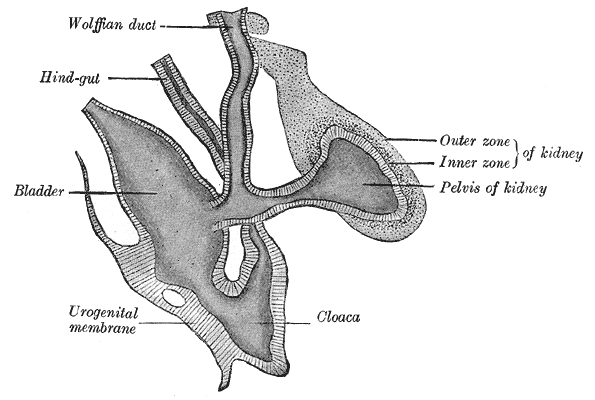
Rim e bexiga primitivos.
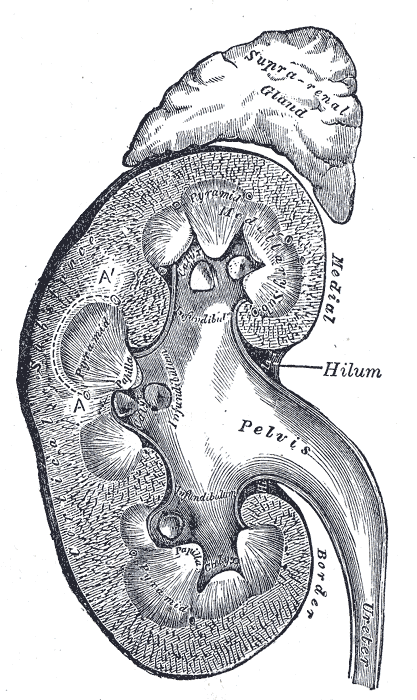
Secção vertical do rim.

1. ↑  Knipe, Henry. «Renal pelvis | Radiology Reference Article | Radiopaedia.org». Radiopaedia (em inglês). Consultado em 13 de outubro de 2019
2. ↑  «Renal pelvis | anatomy». Encyclopedia Britannica (em inglês). Consultado em 13 de outubro de 2019